# 茨文考
茨文考（德語：Zwenkau，發音：[ˈtsvɛnkaʊ] ⓘ）是德国萨克森州莱比锡县的城市，面积46.3平方千米，2023年12月31日人口为9,479人。